# Liaquat Ali Khan
Vous lisez un « article de qualité » labellisé en 2018.
Pour les articles homonymes, voir Khan (homonymie).
Nawabzada Liaquat Ali Khan ou plus simplement Liaqat  ou Liaquat Ali Khan (en ourdou : لِیاقت علی خان) est un homme d'État pakistanais, né le 1er octobre 1895 à Karnal dans le Raj britannique et assassiné le 16 octobre 1951 à Rawalpindi, au Pakistan. L'un des dirigeants prééminents de la Ligue musulmane, il se bat lors de la domination britannique sur l'Inde pour les droits des musulmans, puis pour la création d'une entité souveraine séparée pour les musulmans du sous-continent indien. Particulièrement proche du fondateur du Pakistan Muhammad Ali Jinnah, il devient le premier Premier ministre du Pakistan après la création du pays, en poste du 15 août 1947 au 16 octobre 1951. Il détient le record du mandat de Premier ministre le plus long de l'histoire du pays et est parfois considéré comme le successeur politique de Jinnah.
Issu d'une famille musulmane de riches propriétaires terriens et influente politiquement de Karnal, Liaquat Ali Khan vit sa jeunesse dans une Inde sous domination britannique. Il commence sa scolarité à domicile, puis dans les institutions publiques indiennes dans lesquelles il débute ensuite ses études supérieures. Il poursuit ces dernières à l'université d'Oxford d'où il sort diplômé en droit. Ayant commencé son militantisme dans des associations étudiantes de défense des droits des musulmans, il rejoint en Inde la Ligue musulmane dont il devient un membre prééminent, occupant plusieurs postes à responsabilité. Il est élu plusieurs fois député provincial et national, et participe au gouvernement britannique de transition vers l'indépendance en tant que ministre des Finances.
Liaquat Ali Khan est l'un des artisans de la création du Pakistan, dont il devient le premier chef du gouvernement. Durant ses quatre ans de fonction, il gère les troubles consécutifs à la partition des Indes ainsi que les mouvements massifs de population. Tentant d'étendre la souveraineté du Pakistan à tout le Cachemire, il affronte l'Inde lors de la première des trois guerres qui vont opposer les deux pays. Au niveau international, il tente un rapprochement avec les États-Unis tout en développant ses relations avec le bloc de l'Est et en rejoignant le mouvement des non-alignés. Sur le plan interne, il fait face aux oppositions socialiste et communiste et connait des tensions avec la hiérarchie militaire, préfigurant ainsi l'avenir politique du pays.

## Famille et éducation

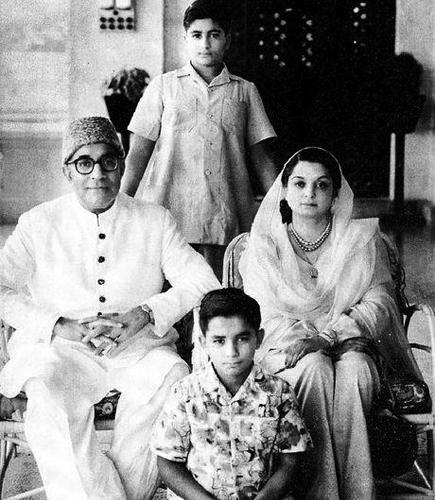
Liaquat Ali Khan accompagné de sa femme Ra'ana et ses enfants.

Liaquat Ali Khan est issu d'une famille musulmane, originaire de la province du Pendjab de l'Inde britannique. Il est né à Karnal, dans l'actuel État indien de l'Haryana, le 1er octobre 1895. Son père, Nawab Rustam Ali Khan possède plusieurs titres honorifiques et est respecté par le gouvernement britannique. Il est surtout un grand propriétaire terrien dont les possessions s'étendent entre le Pendjab et les Provinces unies d'Agra et d'Oudh (actuel Uttar Pradesh). Sa famille a obtenu les faveurs du gouvernement britannique quand le grand-père de Liaquat Ali Khan, Nawab Ahmed Ali Khan, a soutenu l'armée britannique lors de la révolte des cipayes en 1857. 
Avant de rejoindre l'école, Liaquat Ali Khan reçoit une éducation religieuse de sa mère, Mahmoodah Begum. Il poursuit ensuite sa scolarité dans le système public britannique, puis est admis à l'université musulmane d'Aligarh en 1910 où il étudie le droit et les sciences politiques. Il obtient ensuite un baccalauréat universitaire en science politique, puis un Bachelor of Laws en 1918. Il part l'année suivante au Royaume-Uni, puis rejoint le Collège d'Exeter de l'université d'Oxford où il obtient un Master of Laws en 1921, ainsi qu'une récompense pour ses résultats. À cette époque, il est notamment trésorier honoraire d'une association étudiante nommée Indian Majlis, qui promeut les droits des étudiants indiens musulmans. Il suit une formation d'avocat à Inner Temple l'année suivante, puis commence à exercer dans le pays.
En 1918, il se marie avec sa cousine, Jehangira Begum. En 1932, il se remarie avec Ra'ana, enseignante et figure du mouvement pour le Pakistan. Après l'indépendance, elle plaide pour la place des femmes dans la nouvelle société pakistanaise et contribue notamment à la création du corps médical de l'armée pakistanaise ainsi qu'à la formation des femmes y travaillant. Ali Khan a trois fils, Wilayat né de sa première femme, puis Ashraf et Akbar,.

## Carrière politique

### Militantisme en Inde britannique
Liaquat Ali Khan rentre en Inde en 1923 et rejoint la politique nationale, en opposition du gouvernement britannique et dans le but de défendre les droits des musulmans indiens. Dans un premier temps, il se rapproche du Congrès national indien de Nehru et soutient donc l'unité indienne, mais il se tourne ensuite rapidement vers Muhammad Ali Jinnah en rejoignant la Ligue musulmane la même année. En mai 1924, Ali Khan participe à la session annuelle de la ligue à Lahore et contribue donc à la mise en œuvre de son agenda et de sa stratégie politiques. En 1926, il est largement élu député local des Provinces unies, qui sont un fief électoral de la Ligue musulmane. Il s'est présenté dans une circonscription rurale du district de Muzaffarnagar, sous une étiquette indépendante, comme les autres membres de la Ligue. En 1932, il est élu sans opposition vice-président de l'Assemblée législative de la province, et fonde au sein de celle-ci le groupe politique « Parti démocrate ». Durant ces années, il s’efforce de promouvoir les idées de la Ligue dans la province et de structurer les militants, notamment grâce aux associations étudiantes, et met en avance la défense des droits des musulmans face au gouvernement britannique. Il représente notamment l'Inde du Nord et les propriétaires terriens musulmans de la région.
Étant donné l'influence grandissante d'Ali Khan au sein de la Ligue, il participe à la convention nationale de Calcutta, puis en 1928 il discute du rapport Nehru, que la Ligue musulmane va rejeter, et participe en 1930 à la première des trois Round Table Conference qui réunit le gouvernement britannique, le Congrès national indien et la Ligue. Elle aboutit à un échec et Ali Khan quitte la vie politique indienne pour partir en Angleterre en 1933, de même que Jinnah. Dans le même temps, la Ligue voit son influence décliner à la suite du départ de nombre de ses soutiens parlementaires.

### Mouvement pour le Pakistan

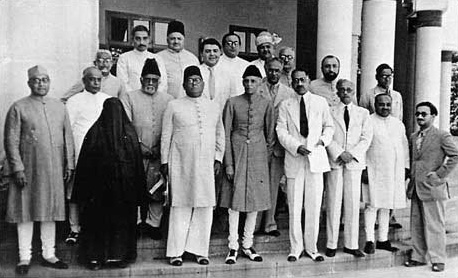
Dirigeants musulmans de la Ligue musulmane lors de la résolution de Lahore.

Durant leur exil au Royaume-Uni, Ali Khan et sa femme restent en contact avec Muhammad Ali Jinnah et tentent de le convaincre de reprendre la lutte politique en Inde en réorganisant la Ligue musulmane, ce qu'il fait finalement en 1935,. Le 12 avril 1936, lors de la session annuelle de la ligue à Bombay, Ali Khan en devient le secrétaire honoraire, poste qu'il va occuper jusqu'à la partition des Indes. En 1940, il prend la vice-direction de la branche parlementaire de la ligue à l'Assemblée législative centrale, afin de laisser Jinnah s'occuper de la politique extra-parlementaire. Il occupe également d'autres fonctions au sein de son parti, comme président du bureau parlementaire central, animateur du comité d'action et par ailleurs directeur-général du quotidien anglophone Dawn, fondé par Jinnah,.
Durant l'année 1940, Liaquat Ali Khan participe à la résolution de Lahore, qui aboutit plus tard à la création du Pakistan. La même année, il est élu sans opposition député à l'Assemblée législative centrale pour une circonscription de Bareli. L'année suivante, la Ligue musulmane adopte dans son agenda la résolution de Lahore sur proposition de Khan. Lors des élections législatives indiennes de 1945, Ali Khan remporte un siège de député dans la circonscription de Meerut. Alors que les Britanniques mettent en place un gouvernement intérimaire visant à faire la transition vers l'indépendance, celui-ci est surtout constitué de membres du Congrès national indien et de la Ligue musulmane. Ali Khan prend la tête de la ligue au sein de ce cabinet et obtient le portefeuille des Finances. Au même moment, le gouvernement britannique et le Congrès acceptent l'idée d'un pays indépendant pour les musulmans du sous-continent indien, ouvrant la voie à la création du Pakistan le 14 août 1947 dans les territoires majoritairement peuplés de musulmans.

### Premier ministre du Pakistan

#### Accession au pouvoir et luttes

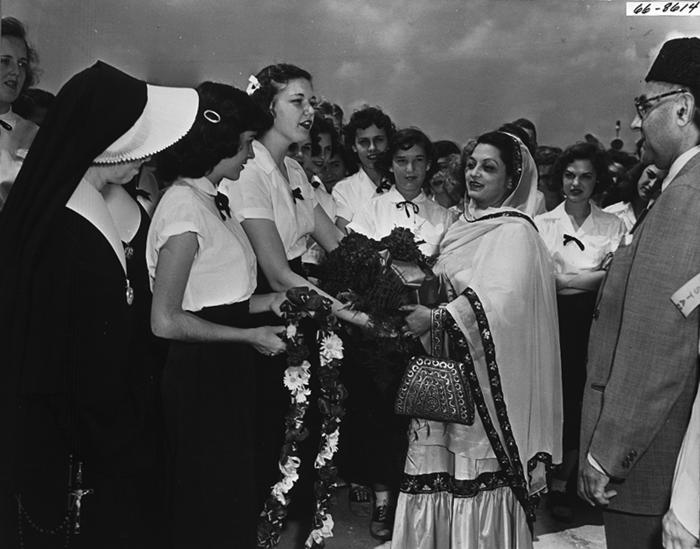
Liaquat Ali Khan et sa femme Ra'ana à La Nouvelle-Orléans, en 1950.

Liaquat Ali Khan devient Premier ministre du Pakistan le jour de la création officielle du pays, le 15 août 1947 à minuit. Il est nommé à ce poste par le nouveau Gouverneur général du Pakistan, Muhammad Ali Jinnah, fondateur du pays et chef de la Ligue musulmane. Le pays connait alors un régime de transition en attendant la rédaction d'une constitution, durant laquelle le pays est un dominion rattaché à la couronne britannique. 
À la suite du déroulement chaotique de la partition des Indes et face à la première guerre indo-pakistanaise et aux débuts des guerres baloutches, le leadership du Premier ministre a été critiqué par diverses voix, notamment les communistes et les socialistes actifs dans le pays ainsi que la hiérarchie militaire. Surtout, les relations avec Jinnah se dégradent sérieusement alors que celui-ci, gravement malade, vit ses derniers jours. Des témoins font notamment état de conversations tendues alors que Jinnah reprocherait au chef du gouvernement son ambition et son manque de loyauté. Ali Jinnah meurt finalement le 11 septembre 1948, à peine un an après l'indépendance du Pakistan et laisse un héritage lourd à porter pour le Premier ministre à la tête d'un pays en crise. En remplacement de Jinnah, Ali Khan nomme au poste de Gouverneur général Khawaja Nazimuddin, un Bengali provenant du Pakistan oriental. L'homme reste fidèle au Premier ministre,.
Lors de son mandat, Ali Khan ne parvient pas à faire avancer les travaux de l'Assemblée constituante. Il défend un régime représentatif et soumet à l'assemblée un projet le 12 mars 1949 qui énonce le respect des principes islamiques de « démocratie, liberté, égalité, tolérance et justice sociale ». Par le vote de l'Objectives Resolution, il tente ainsi de concilier les religieux et les laïques. Il propose une ébauche de constitution en septembre 1950 mais celle-ci rencontre l'hostilité du Bengale oriental qui dénonce le choix de l'ourdou comme seule langue officielle ainsi que leur faible représentation parlementaire, soit une part égale avec les autres provinces du pays malgré un poids démographique bien supérieur. Ali Khan retire son projet à peine deux mois plus tard.

#### Gestion de la partition
Dès ses premiers mois d'existence, le pays est confronté à un mouvement de population de grande ampleur de part et d'autre de la frontière avec l'Inde. Le gouvernement de Liaquat Ali Khan ne parviendra pas à éviter les violences communautaires et à limiter le flux de réfugiés. Les communautés musulmanes et hindoues s'affrontent violemment, ces hostilités débouchant notamment sur des émeutes, viols de masses, massacres et exil. Les gouvernements des deux pays ne parviennent pas à contrôler la situation, dans un contexte de mise en place des institutions. Le gouvernement pakistanais échoue de plus à maintenir les minorités religieuses, notamment hindoues et sikhs, malgré les souhaits de Jinnah et éprouve des difficultés pour intégrer les immigrés musulmans ourdouphones, arrivant principalement des Provinces unies d'Agra et d'Oudh. 
Avec le nombre important d'immigrés venant d'Inde et s'installant principalement dans les grandes villes, notamment de la province du Sind, des tensions et conflits communautaires naissent. La population immigrée représente parfois la moitié de la population de certaines villes, voire devient majoritaire, comme à Karachi où de forts conflits communautaires subsistent toujours aujourd'hui. Le bilan de cette période s'établit à un million de morts et près de quinze millions de déplacés.

#### Politique militaire et guerre avec l'Inde

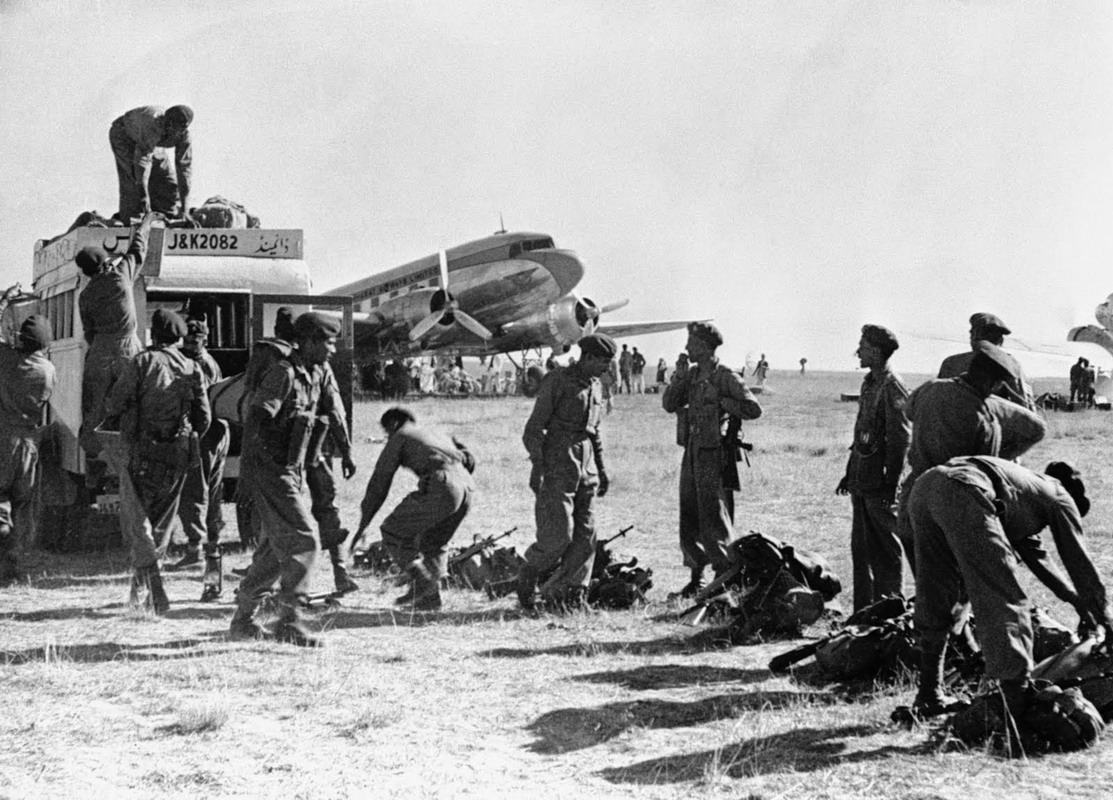
Soldats indiens durant la première guerre indo-pakistanaise.

Dès les premiers moments de son gouvernement, Liaquat Ali Khan doit faire face à la première guerre indo-pakistanaise. Les tensions éclatent autour du Cachemire, alors que le maharaja Hari Singh de l’État princier de Jammu-et-Cachemire est sommé de choisir entre l'Inde et le Pakistan. Le gouvernement pakistanais, qui estime que la principauté lui revient de droit étant donné que la majorité de sa population est musulmane, décide une intervention militaire. Alors que le général britannique Frank Messervy refuse de mener l'opération, le gouvernement le remplace dans ses fonctions de chef de l'armée pakistanaise par Douglas David Gracey et le Premier ministre lui ordonne d'intervenir au Cachemire pour soutenir les tribus opposées au maharaja.
Des divergences seraient ensuite apparues entre le Premier ministre Ali Khan et le gouverneur général Muhammad Ali Jinnah, ce dernier étant davantage favorable à une solution militaire pour « libérer » le Cachemire et à une confrontation face à l'Inde, alors que le chef du gouvernement aurait été davantage enclin à une solution négociée par le biais des Nations unies. Un cessez-le-feu entre finalement en vigueur le 1er janvier 1949, contre notamment la promesse d'un référendum d'autodétermination sous la supervision des Nations unies. L'accord contribue notamment à aliéner une partie de la hiérarchie militaire contre le gouvernement, accusé d'avoir abandonné la cause cachemirie.
Dans le même temps, l'armée est appelée par le gouvernement pour intervenir dans la province du Baloutchistan, afin de forcer des dirigeants tribaux récalcitrants à intégrer le Pakistan. L'État de Kalat accepte la souveraineté du Pakistan mais le frère du prince, Karim Khan, devient l'un des principaux protagonistes de la révolte. Il fuit finalement en Afghanistan le 16 mai 1948 afin de mener une rébellion armée contre le gouvernement pakistanais depuis l'autre côté de la frontière, mais sa demande d'exil étant refusée, il est rapatrié au Pakistan en septembre 1948. L'État de Kalat est finalement dissout en 1955,. Liaquat Ali Khan parvient également à négocier l'adhésion des États princiers de Lasbela, Makran et Kharan. 
Par ailleurs, les relations entre ce premier gouvernement et la hiérarchie militaire ont été problématiques, préfigurant ainsi de l'avenir du pays. Le chef de l'armée Douglas David Gracey entre notamment en conflit avec le Premier ministre, et ce dernier le remplace par Muhammad Ayub Khan en janvier 1951. Cette manœuvre n'empêche pourtant pas la montée des tensions alors qu'une partie de la hiérarchie militaire conteste l'approche diplomatique d'Ali Khan vis-à-vis de l'Inde et du Cachemire, mais aussi son rapprochement avec l'Occident ainsi que l'incompétence et la corruption alléguée de son gouvernement. Le général Akbar Khan avec le soutien de la figure communiste Faiz Ahmed Faiz mène une tentative de coup d’État qui sera appelée « complot de Rawalpindi ». Révélé par des fuites, le coup est mis en échec par le gouvernement d'Ali Khan qui arrête les principaux suspects et obtient le soutien d'une part importante du reste de la hiérarchie militaire,,.

#### Politique économique et sociale

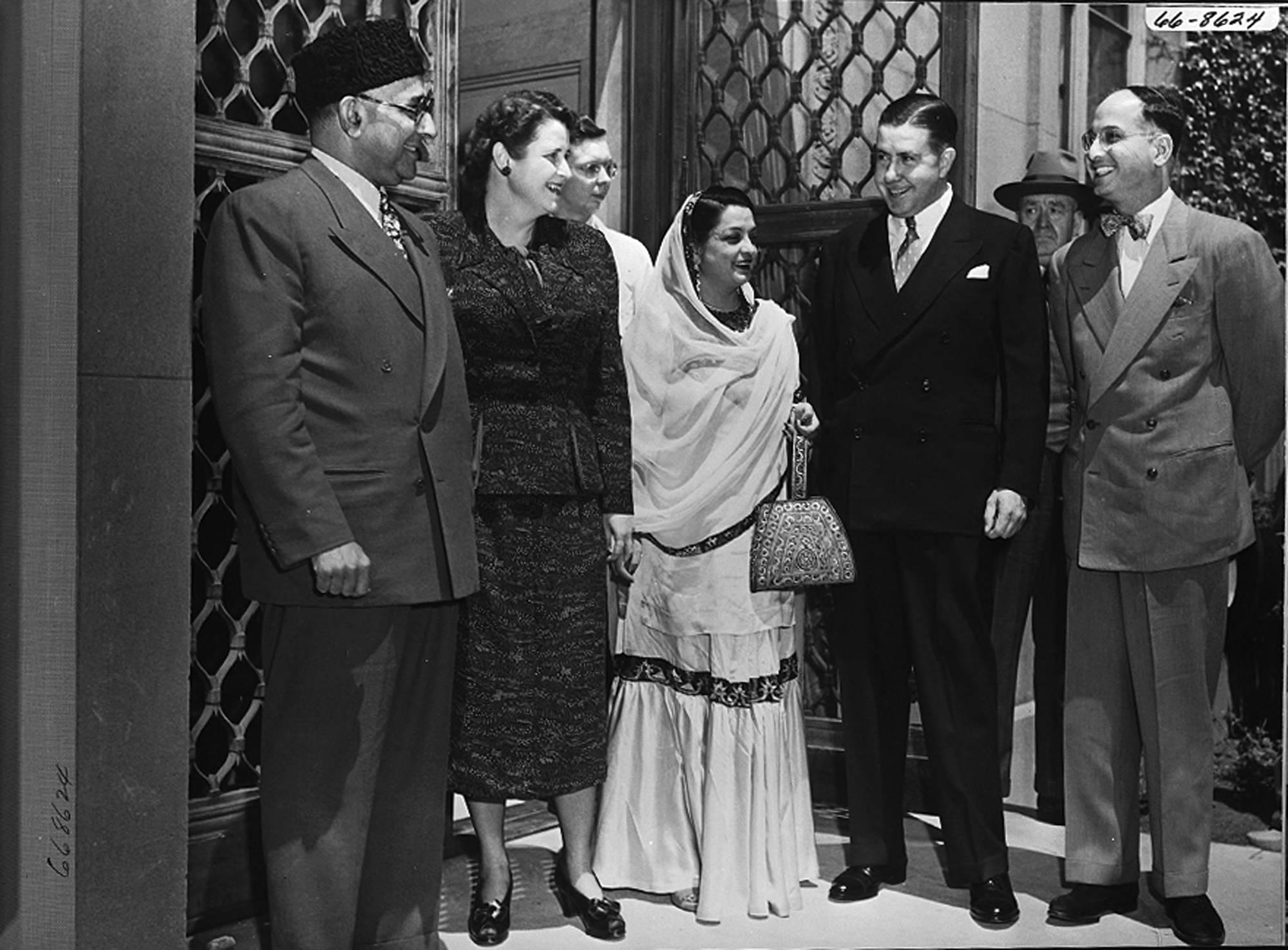
Le Premier ministre Liaquat Ali Khan à gauche rencontre le président du Massachusetts Institute of Technology.

Peu après l'indépendance, l'économie pakistanaise est sous-développée et déstructurée, souffrant de l'absence d'un système bancaire, d'une industrie quasiment inexistante, d'une agriculture peu développée et fondée sur un système féodal dans les mains de riches familles possédant de vastes terres. Sur l'idée du ministre des finances Malik Ghulam Muhammad, Liaquat Ali Khan mène une politique de planification économique à l'aide d'un plan quinquennal, mais dans le cadre d'une économie capitaliste en cherchant à développer les investissements privés. 
Le premier plan est présenté le 8 juillet 1948, et outre le développement des infrastructures du pays, il s'appuie sur la théorie libérale du ruissellement qui vise à doper les investissements par le biais de l'épargne privée et cherche également à minimiser le coût de production. La Banque nationale du Pakistan qui est instaurée en novembre 1949 met aussi en place le système bancaire et défend la monnaie nationale, la roupie pakistanaise. Toutefois, le plan quinquennal est dépendant de l'aide financière américaine et souffre malgré tout de mauvais financements et du manque de personnels compétents. D'un autre côté, le pays pâtit aussi de la guerre avec l'Inde et des dépenses militaires que cela induit, de même que de la guerre monétaire avec son rival qui refuse de reconnaître la monnaie pakistanaise avant février 1951, ainsi que de l'absence de convergence économique et d'échanges commerciaux entre les deux pays, le Premier ministre indien Jawaharlal Nehru mettant de son côté en place une économie socialiste. Le plan n'est pas mené à son terme après la mort du Premier ministre en octobre 1951 et est largement considéré comme un échec. Le plan suivant, établit sur la période 1955-1960 est également désigné comme le « premier plan ».
Liaquat Ali Khan tente de développer le système éducatif et universitaire du pays, d'abord en s’appuyant sur les institutions héritées de l'Empire britannique, puis en favorisant les infrastructures des sciences et technologies grâce à divers scientifiques qu'il place à de hauts postes, dont certains venant d'Inde et auxquels il attribue la nationalité. Dès 1947, il met en place le programme national d'éducation et créé notamment l'université du Sind.

#### Relations internationales

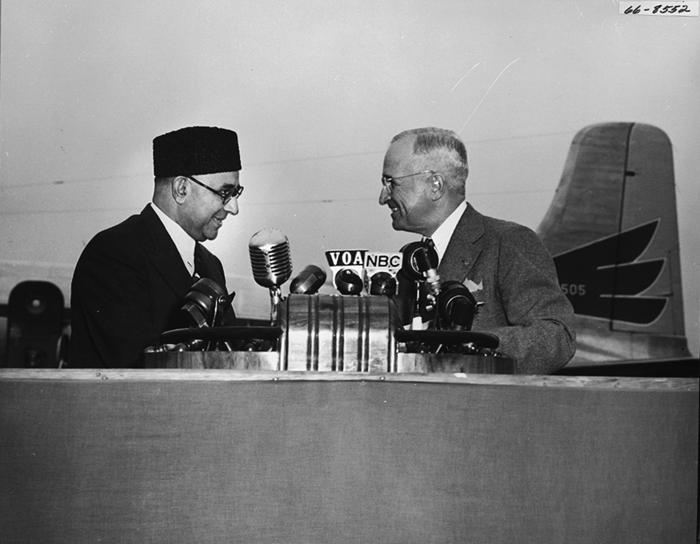
Liaquat Ali Khan rencontrant le président américain Harry S. Truman en mai 1950.

Dans un contexte de début de guerre froide, Liaquat Ali Khan est courtisé tant par l'Union soviétique que par les États-Unis. L'URSS est la première à inviter le Premier ministre à visiter le pays. Cependant, tout en développant un discours proche du Mouvement des non-alignés, le gouvernement accepte finalement une proposition américaine pour se rapprocher du bloc de l'Ouest et le Premier ministre effectue une visite officielle aux États-Unis. Bien que signalant que la position officielle du pays restera neutre, le Pakistan obtient des Américains une aide économique pour le développement. Toutefois, les relations se détériorent nettement quand les États-Unis demandent au Pakistan de les appuyer dans la guerre de Corée avec deux divisions de l'armée pakistanaise. Le Pakistan accepte à condition d'un soutien américain inconditionnel à propos du Cachemire, ce que les États-Unis refusent, soucieux de préserver leurs relations avec l'Inde.
Les relations se détériorent davantage quand le Premier ministre indien Jawaharlal Nehru effectue une visite officielle aux États-Unis, puis lors de la crise d'Abadan, quand le Pakistan refuse de soutenir les États-Unis face à l'Iran. De même, le gouvernement et la hiérarchie militaire s'impatientent du manque de soutien américain à propos du Cachemire et le gouvernement aurait refusé aux États-Unis le déploiement d'une base militaire américaine. En représailles, les Américains auraient menacé de couper l'aide financière apportée au pays,.
D'un autre côté, Liaquat Ali Khan a développé ses liens avec divers autres pays, comme l'URSS, la Chine et l'Iran. Le Pakistan a établi officiellement ses relations avec l'Union soviétique en avril 1948 et le mois suivant, un accord est annoncé. À ce propos, Ali Khan déclare : « Le Pakistan ne peut pas se permettre d'attendre, il doit prendre ses amis là où il les trouve ». Une visite d'Ali Khan à Moscou a été plusieurs fois évoquée, mais n'a jamais eu lieu,. En janvier 1950, le Pakistan est l'un des premiers pays à reconnaitre le régime communiste de Chine et accueille son ambassadeur dès septembre 1951 dont le pays va devenir un allié stratégique majeur. L'alliance aurait été considérée comme profitable, étant donné la rivalité traditionnelle entre la Chine et l'Inde.

## Assassinat
Le 16 octobre 1951, Liaquat Ali Khan se rend à un rassemblement politique de la Muslim City League à Rawalpindi, où il est accueilli par une foule de 20 000 personnes. Il est alors tué de deux balles tirées dans la poitrine par un homme situé en face de lui, dans les premières rangées. La foule moleste alors l'assassin, qui est achevé par la police. Transféré à l’hôpital, Ali Khan reçoit une transfusion sanguine mais succombe ensuite à ses blessures. Il est enterré dans le mausolée Mazar-e-Quaid, où repose déjà Muhammad Ali Jinnah, à Karachi. Il reçoit le titre de Shaheed-e-Millat (martyr de la nation) et quarante jours de deuil national sont décrétés, alors que le parc dans lequel il est mort prend son nom. Avec sa mort, les Bengalis et surtout les Pendjabis prennent davantage de place dans le pouvoir au détriment des Mohadjirs dont il faisait partie,.
Les motifs de l'assassin, qui a été identifié comme étant Saad Akbar Babrak, n'ont jamais été clairement élucidés. Il est d'abord mentionné comme étant un nationaliste afghan d'ethnie pachtoune qui aurait tué le Premier ministre pour des motifs politiques, espérant par exemple affaiblir le Pakistan et permettre la réunion des Pachtounes dans une seule nation. Toutefois, diverses autres sources présentent Akbar Babrak comme un tueur à gage, laissant planer le doute sur un potentiel commanditaire. L'enquête n'a pu être menée à son terme, l'officier chargé du dossier étant mort dans le crash de son avion alors qu'il transportait des documents sur l'affaire. Ces derniers n'ont pas pu être retrouvés dans les débris. Parmi les potentiels conspirateurs, sont parfois mentionnés l'élite politique du pays insatisfaite de potentielles élections ouvertes ou des intervenants étrangers, tels les États-Unis méfiants d'un rapprochement avec l'Iran ou aussi l'URSS craignant la mise en œuvre d'une politique anti-communiste et pro-occidentale,. Le Mouvement Muttahida Qaumi a accusé l'émergente armée pakistanaise de l'assassinat. Le sujet reste l'un des mystères de l'histoire du pays.

## Héritage

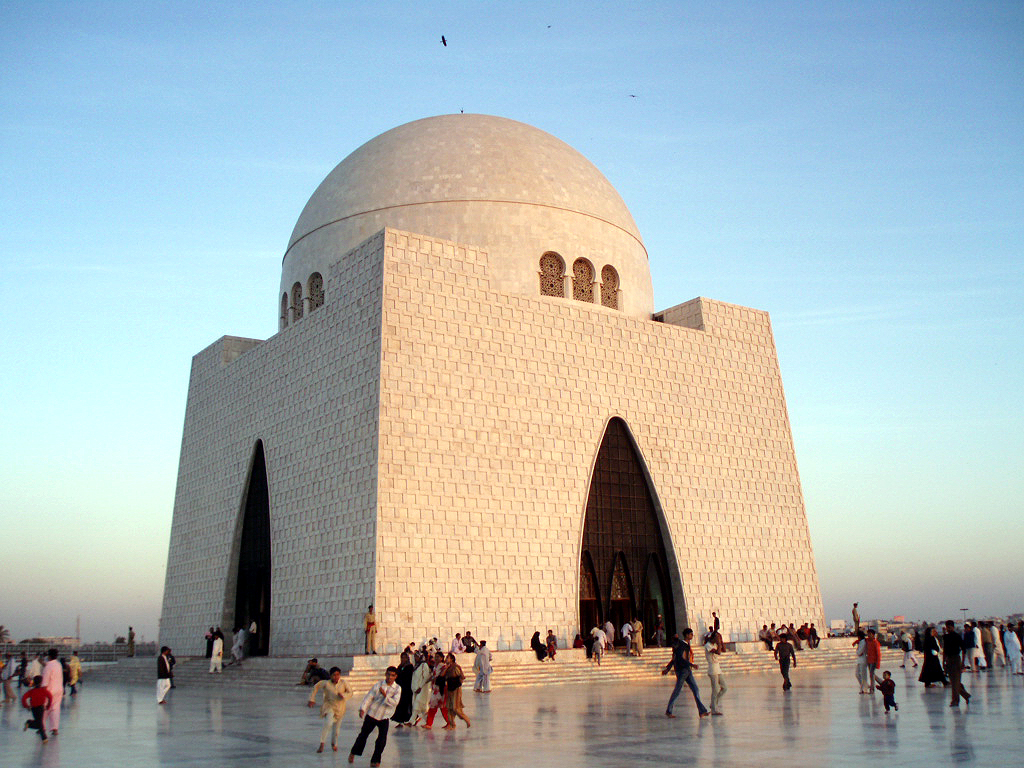
Le Mazar-e-Quaid, mausolée de Jinnah et Liaquat Ali Khan.

Liaquat Ali Khan a surtout marqué l'histoire du pays en tant que premier chef du gouvernement et bras droit du père de la nation Muhammad Ali Jinnah, auprès duquel il repose dans le Mazar-e-Quaid, un privilège rare. En 1990, il est rejoint dans ce mausolée par sa femme Ra'ana, militante des droits des femmes. Ali Khan détient toujours le record de celui qui a occupé cette fonction le plus longtemps sans interruption, étant toutefois dépassé en nombre cumulé d'années par Benazir Bhutto et Nawaz Sharif. Il est notamment l'un des symboles de la communauté mohadjire, c'est-à-dire les immigrés musulmans venus d'Inde lors de la partition. Celle-ci était bien placée au sein du Mouvement pour le Pakistan et avait souvent tout abandonné pour rejoindre la nouvelle nation. À l'instar d'Ali Khan, ils sont nombreux à obtenir des postes stratégiques à l'indépendance. Le Mouvement Muttahida Qaumi, parti pro-Mohadjirs, demande notamment dans les années 1980 que le jour de l'assassinat d'Ali Khan devienne un jour férié. Sa génération de Mohadjirs est toutefois la dernière au pouvoir, avant l’avènement de l'élite pendjabie dès le milieu des années 1950.
Sur le plan politique, son héritage réside principalement dans son opposition aux islamistes de la Jamaat-e-Islami. Bien qu'acceptant la reconnaissance des principes de l'islam dans le droit, il développe un discours vantant le progressisme dans la religion musulmane autour du concept de Musawat-e Muhammadi (« égalité musulmane » en ourdou), ou socialisme islamique. Ce dernier va devenir l'axe central de la politique de Zulfikar Ali Bhutto dans les années 1970. Malgré sa défense d'un État relativement séculier,, il doit faire des concessions aux religieux comme les principes religieux édictés en 1949 dans l'Objectives Resolution ou le système d'électorats séparés, bien que ce dernier soit aboli par son successeur. Il échoue aussi à faire respecter les droits des minorités, marquant là aussi l'avenir du pays. Le politologue français Christophe Jaffrelot lui attribue par ailleurs une pratique très centraliste du pouvoir et l’affaiblissement des partis politiques, y compris sa Ligue musulmane. Il est en revanche considéré comme l'un des rares hommes politiques compétents du pouvoir par le futur dictateur militaire Muhammad Ayub Khan.